# Doctor Who - Épisodes Spéciaux du 60e Anniversaire
Chronologie
Saison 13 - Spéciaux Saison 1
Cet article présente les épisodes spéciaux du 60e anniversaire de la série télévisée Doctor Who diffusés du 25 novembre 2023 au 9 décembre 2023 sur BBC One au Royaume-Uni et Disney+ à l'international et en simultané.
Cette série d'épisodes spéciaux, avec le comic Liberation of the Daleks et le minisode Destination: Skaro, marque le début de l'ère moderne, ou l'ère du Whoniverse avec la collaboration de Disney+ dans la production et diffusion des nouveaux épisodes de la série.
À l'occasion, David Tennant, interprète du Dixième Docteur et Catherine Tate, interprète de Donna Noble, reviennent pour 3 épisodes à l'occasion des 60 ans de la série, à la différence près que David Tennant interprète le Quatorzième Docteur, une toute nouvelle version du Docteur avec les mêmes traits physiques que le Dixième Docteur.
Le Showrunner Russel T Davies, les producteurs exécutifs Julie Gardner et Phil Collinson, ainsi que le compositeur Murray Gold font tous leurs retours dans ce nouveau pan de la série. La Bad Wolf Productions, créée par Julie Gardner, co-produit, avec la BBC et Disney+, les nouveaux épisodes du Whoniverse.

## Synopsis
Après sa régénération, le Docteur se retrouve en possession d'un visage qu'il ne connait que trop bien, car il s'agît de celui du Dixième Docteur (2005-2010). De retour sur Terre, le Docteur, perdu, se promène avec son corps fraichement régénéré, tombe sur Donna Noble et sa fille avant de voir un vaisseau spatial s'écraser au loin. Après plusieurs recherches et découvertes, le vaisseau semble s'être garé dans un entrepôt. Du côté de Donna, sa famille et le Docteur tombent sur le Meep avant d'être attaqué par les Guerriers Wraths et des soldats de UNIT contrôlé par un soleil psychédélique. Après leur avoir échappé, ils découvrent que le Meep est en vérité un monstre. De retour dans l'entrepôt, le Docteur et Donna réussissent à stopper le Meep après avoir réveillé la part Métacrise qui sommeillait en elle, mais aussi en sa fille. Voulant aller voir Wilf, Donna renverse du café sur la console et le TARDIS s'en va.
Au XVIIe siècle, le TARDIS atterrit dans un pommier au-dessus de Sir Isaac Newton, créant "mavité" au lieu de "gravité". Durant cette aventure, le Docteur et Donna font face à des copies difformes d'eux-mêmes, appelé des non-choses, essayant au plus de les ressembler. Se trouvant à la lisière de l'Univers et de la création, le Docteur et Donna doivent se retrouver pour permettre au vaisseau d'exploser avec ces créatures. De retour sur Terre, le Docteur et Donna sont prévenus par Wilfred Mott que le monde s'écroule.
En 1925, l'assistant de John Logie Baird, se rend chez Mr Emporium pour acheter une marionnette nommé Stucky Bill. Dans le présent, le monde est en proie à un véritable chaos dans la rue, où chacun prétend avoir raison sur tout. Ils sont interpellés par UNIT et découvrent le ricanement derrière tout cela. En se rendant dans le passé, le Docteur fait face à un vieil ennemi, le Fabricant de Jouets qu'il a rencontré lorsqu'il était le Premier Docteur (1963-1966). Perdu dans le monde du Fabricant de Jouets, le Docteur et Donna font face à d'horribles poupées avant d'assister à un spectacle du Fabricant de Jouets. Le Docteur et ce dernier se lancent dans à un jeu. Le Docteur ressortant gagnant une fois et le Fabricant de Jouets aussi, les voilà à égalité et se départagent dans le présent. Le Fabricant de Jouets s'attaque à UNIT avant de s'en prendre au Docteur et le tué mortellement, déclenchant une bi-génération au lieu d'une régénération classique. Le Quatorzième et Quinzième Docteur s'entraident pour vaincre le Fabricant de Jouets avant de partir faire leur vie chacun de leurs côtés.
Le Docteur retrouvera Donna Noble, compagnon du Dixième Docteur au cours de la Saison 4, au même titre que sa mère Sylvia Noble (Jacqueline King), son grand-père Wilfred Mott (Bernard Cribbins), son mari Shaun Temple (Karl Collins), mais également sa fille, qui se nomme Rose Noble (Yasmin Finney). Il retrouvera également Kate Lethbridge-Stewart (Jemma Redgrave)
Pour la première fois de la série, le Quatorzième Docteur finira par se bi-regénerer pour se mettre face à face au Quinzième Docteur, interprété par Ncuti Gatwa dans Le Fabricant de Jouets.

## Distribution

### Acteurs principaux
- David Tennant (VFB : David Manet) : Quatorzième Docteur
- Ncuti Gatwa (VFB : Maxime Van Santfoort) : Quinzième Docteur
- Catherine Tate (VFB : Monia Douieb) : Donna Noble

### Acteurs récurrents
- Karl Collins (VFB : Nicolas Matthys) : Shaun Temple (Spécial 1 et 3)
- Jacqueline King (VFB : Ioanna Gkizas) : Sylvia Noble (Spécial 1 et 3)
- Ruth Madeley (VFB : Maya Boelpaepe) : Shirley Anne Bingham (Spécial 1 et 3)
- Yasmin Finney (VFB : Ludivine Deworst) : Rose Noble (Spécial 1 et 3)
- Bernard Cribbins (VFB : François Hauwaert) : Wilfred Mott (Spécial 2)
- Jemma Redgrave (VFB : Stéphane Excoffier) : Kate Lethbridge Stewart (Spécial 3)
- Bonnie Langford (VFB : Léonce Wapelhorst) : Melanie 'Mel' Bush (Spécial 3)
- Lachele Carl (VFB : Valérie Lemaître) : Trinity Wells (Spécial 3)

### Invités spéciaux
- Miriam Margolyes (VFB : Olivier Prémel) : Voix de Meep (Spécial 1)
- Neil Patrick Harris (VFB : Philippe Allard) : Le Fabricant de Jouets (Spécial 3)

### Acteurs secondaires
- Ronak Patani : Commandant Singh (Spécial 1)
- Dara Lall (VFB : Ethan Noël) : Fudge Merchandani (Spécial 1)
- Jamie Cho (VFB : Pedro Romero) : Colonel Chan (Spécial 1)
- John Hopkinson (VFB : Marvin Schlick) : Voix de Zgreeg (Spécial 1)
- Ned Porteous (VFB : Stéphane Pirard) : Voix de Zogroth (Spécial 1)
- Matt Green (VFB : Peppino Capotondi) : BBC Reporter (Spécial 1)
- Archie Backhouse : Sergent (Spécial 1)
- Nathaniel Curtis (VFB : Valentin Vanstechelman) : Isaac Newton (Spécial 2)
- Susan Twist (VFB : Myriam Thyrion) : Mlle Merridew (Spécial 2)
- Aidan Cook (corps) / Nicholas Briggs (voix) (VFB : Eddy Mathieu) : Le Vlinx (Spécial 3)
- John MacKay (VFB : Pepino Capotondi) : John Logie Baird (Spécial 3)
- Charlie De Melo (VFB : Stéphane Pirard) : Charles Banerjee (Spécial 3)
- Alexander Devrient (VFB : David Macaluso) : Colonel Christofer Ibrahim (Spécial 3)

## Production
Le tournage des 3 épisodes spéciaux a commencé en mai 2022.
Il a été annoncé que Rachel Talalay, ayant dernièrement réalisé l'épisode Il était deux fois (Spécial Noël 2017), reviendrait pour réaliser le premier épisode spécial La Créature stellaire. Tom Kingsley réalise le deuxième épisode spécial Aux Confins de l'Univers et Chanya Button le troisième et dernier épisode spécial Le Fabricant de Jouets.
L'acteur Bernard Cribbins, connu pour le rôle de Wilfred Mott, le grand-père de Donna Noble, dans la série au cours de la Saison 4, a tourné ses quelques scènes avant de décéder le 27 juillet 2022 et est finalement apparue à la fin du deuxième épisode spécial, Aux Confins de l'Univers.
Le tournage des 3 épisodes spéciaux s'est terminé en juillet 2022.
Après le départ de Segun Akinola annoncé le 20 juillet 2022, qui a été le compositeur pendant l'ère du Treizième Docteur (Jodie Whittaker), il a été annoncé le 24 avril 2023 que Murray Gold, compositeur de 2005 à 2017, reviendrait pour les épisodes spéciaux du 60e anniversaire ainsi que pour les prochaines saisons de l'ère du Quinzième Docteur (Ncuti Gatwa).
Dans le Doctor Who Magazine #592, sortie le 22 juin 2023, Russell T Davies a révélé que la post-production de l'épisode 1 était presque terminée et qu'ils travaillaient actuellement sur la séquence du générique de l'épisode.
Le 23 septembre 2023, après la diffusion d'un trailer officiel, il a été confirmé que Neil Patrick Harris interprètera le Fabricant de Jouets (Toymaker en VO), un ennemi du Premier Docteur, apparu uniquement dans l'épisode The Celestial Toymaker (1966) dont la majeure partie des épisodes sont malheureusement perdus, mais reconstitués par les fans.
Le 25 octobre 2023, sur les réseaux sociaux via les comptes de Doctor Who, Disney et Disney+, a été révélé les officielles dates de diffusion des 3 épisodes spéciaux qui sortiront respectivement le 25 novembre 2023, le 2 décembre 2023 et le 9 décembre 2023.

### Réalisation
| Block | Épisode(s)                           | Réalisateur.trice | Scénariste(s)    | Producteur.trice |
| ----- | ------------------------------------ | ----------------- | ---------------- | ---------------- |
| 1     | La Créature stellaire (Spécial 1)    | Rachel Talalay    | Russell T Davies | Vicki Delow      |
| 2     | Aux Confins de l'Univers (Spécial 2) | Tom Kingsley      | Russell T Davies | Vicki Delow      |
| 3     | Le Fabricant de Jouets (Spécial 3)   | Chanya Button     | Russell T Davies | Vicki Delow      |
| X     | Destination: Skaro (Minisode)        | Jamie Donoughue   | Russell T Davies | Scott Handcock   |

## Diffusion
Les 3 épisodes spéciaux ont été diffusés entre le 25 novembre 2023 et le 9 décembre 2023 à l'occasion des 60 ans de la série. Le 27 octobre 2022, il a été révélé que la série entrait dans une collaboration avec Disney+ et que les épisodes de la série commenceraient à être diffusés à l'international le même jour que la diffusion télé sur la BBC One.
Dans le cadre des festivités des 60 ans de la série, le 1er, 17 et 23 novembre 2023 ont également une part importante dans ces festivités :
- Le 1er novembre 2023 a été officialisé le "Whoniverse" (l'univers qui rassemble tous les contenus de Doctor Who) entièrement répertorié sur BBC iPlayer avec en plus la publication de Tales of the TARDIS ainsi que le documentaire Talking Doctor Who présenté par David Tennant.
- Le 17 novembre 2023 a eu lieu Children In Need avec en plus un minisode avec le Quatorzième Docteur se déroulant entre Le Pouvoir du Docteur et La Créature Stellaire, le dernier minisode étant intercalé entre 2 épisodes était Time Crash en 2007.
- Et le 23 novembre 2023 a été diffusé sur BBC Four l'arc The Daleks, anciennement diffusé en 1963-1964, en version colorisée dans une version blockbuster de 75 minutes[7], mais aussi la publication complète du comic Liberation of the Daleks, une histoire se déroulant juste après la régénération du Treizième Docteur dans Le Pouvoir du Docteur et juste avant le minisode Destination: Skaro diffusé lors du Children in Need le 17 novembre 2023.

### Résumé des épisodes
| N° Hist. | N° Ep.   | Titre                    | Réalisé par     | Écrit par                                                          | Diffusion originale | Diffusion française (Sur Disney+) | Audience |
| Minisode | Minisode | Minisode                 | Minisode        | Minisode                                                           | Minisode            | Minisode                          | Minisode |
| --- | -------- | ------------------------ | --------------- | ------------------------------------------------------------------ | ------------------- | --------------------------------- | -------- |
| X | —        | Destination: Skaro       | Jamie Donoughue | Russell T Davies                                                   | 17 novembre 2023    | —                                 | 3.77     |
| Dans une base militaire sur la planète Skaro, Davros rencontre son assistant M. Castavillian pour présenter sa nouvelle création, un prototype Dalek, bien qu'ils ne l'aient pas encore nommé. Lorsque Davros quitte la scène, le TARDIS s'écrase dans le mur de la pièce, brisant la griffe du Dalek. Le Quatorzième Docteur, toujours intrigué par le retour de son ancien visage, remarque les dégâts qu'il a causés et se rend compte que la griffe appartient au Dalek. Puis, en appelant la machine un "Dalek" et en étant reconnaissant qu'elle ne l'ait pas "exterminé", le Docteur donne par inadvertance à Castavillian des idées à la fois pour un nom et un slogan. Le Docteur se rend vite compte qu'il est témoin de la genèse des Daleks. Il échange à la hâte la griffe cassée contre une ventouse qu'il trouve dans le TARDIS, et dit à Castavillian de faire comme s'il n'était jamais là et s'en va. Après son retour, Davros approuve la ventouse. |          |                          |                 |                                                                    |                     |                                   |          |
| Spéciaux |          |                          |                 |                                                                    |                     |                                   |          |
| 301 | 1        | La Créature stellaire    | Rachel Talalay  | Russell T Davies d'après une histoire de Pat Mills et Dave Gibbons | 25 novembre 2023    | 25 novembre 2023                  | 7.61     |
| Le Quatorzième Docteur rencontre Donna Noble et sa famille, et un vaisseau spatial s'écrase. En rencontrant Shirley Anne Bingham, scientifique de UNIT, le Docteur se demande pourquoi il ressemble à sa dixième incarnation et pourquoi le destin converge vers Donna. La fille de Donna, Rose rencontre un extraterrestre à fourrure appelé Meep et le cache dans le hangar, mais Donna le découvre au moment où le Docteur arrive chez elle. La nature bienveillante du Meep s'avère être un mensonge et il s'agit en fait d'un mégalomane, un dictateur potentiel dont le navire détruira Londres s'il est autorisé à décoller. Le Docteur est obligé de réveiller les souvenirs de Donna afin d'arrêter le vaisseau du Meep. Donna ne meurt pas : grâce à la naissance de Rose, Donna a transmis une partie de la métacrise, la rendant moins dangereuse pour les deux. Le Meep est capturé et Donna et Rose expulsent la métacrise de leur corps. Le Docteur suggère que lui et Donna rendent visite à Wilfred, mais le TARDIS nouvellement reconstruit se détraque et se dématérialise. |          |                          |                 |                                                                    |                     |                                   |          |
| 302 | 2        | Aux Confins de l'Univers | Tom Kingsley    | Russell T Davies                                                   | 2 décembre 2023     | 2 décembre 2023                   | 7.14     |
| Le TARDIS s'écrase sur un vaisseau spatial aux confins de l'univers connu. Sentant une action hostile, le TARDIS se dématérialise, bloquant le Docteur et Donna qui commencent à explorer le navire, le trouvant abandonné. Après avoir localisé le pont, ils sont confrontés à une paire d'entités inconnues extérieures à l'univers connu, prenant la forme de copies imparfaites du Docteur et de Donna. Après une série d'interactions, le Docteur comprend que les créatures tentent de les utiliser comme moyen d'atteindre l'univers connu et qu'elles apprennent en forçant leurs cibles à agir rapidement et impulsivement. Ils découvrent que le capitaine du navire a initié une séquence d'autodestruction extrêmement retardée avant de se sacrifier pour empêcher les entités de prendre le contrôle du navire. Le Docteur accélère la séquence d'autodestruction et le TARDIS revient, permettant au Docteur et Donna de s'échapper pendant que les entités sont détruites. De retour dans la ruelle d'où ils sont partis, ils rencontrent Wilfred, qui leur annonce que le monde touche à sa fin et demande l'aide du Docteur.                                                             |          |                          |                 |                                                                    |                     |                                   |          |
| 303 | 3        | Le Fabricant de Jouets   | Chanya Button   | Russell T Davies                                                   | 9 décembre 2023     | 9 décembre 2023                   | 6.85     |
| En 1925, à Soho, un assistant de l'inventeur de la télévision John Logie Baird achète une marionnette dans un magasin de jouets appartenant au Fabricant de Jouets. De nos jours, le Fabricant de Jouets fait des ravages dans le monde entier et affronte le Docteur et Donna. En jouant un deuxième match contre lui, le Docteur perd, mais ils acceptent un match décisif. Le Docteur et Donna vont à UNIT, retrouve Kate Lethbridge-Stewart et Mel Bush, et ensemble ils découvrent que le Fabricant de Jouets utilise un son de rire caché sur tous les écrans depuis l'avènement de la télévision. Le Fabricant de Jouets attaque UNIT et blesse mortellement le Docteur avec un faisceau galvanique, le faisant se "bi-générer", permettant aux Quatorzième et Quinzième Docteur de coexister. Les deux Docteurs battent le Fabricant de Jouets dans un jeu de capture et le bannissent de l'existence alors qu'il menace l'arrivée de ses légions. Une mystérieuse main hors champ s'empare de sa dent en or qui emprisonne le Maître. Avant de partir dans son TARDIS, le nouveau Docteur en crée un nouveau pour son prédécesseur, qui décide de s'installer sur Terre avec Donna et sa famille. |          |                          |                 |                                                                    |                     |                                   |          |

### Liste des épisodes

#### Minisode:Destination: Skaro
- Royaume-Uni : 17 novembre 2023 sur BBC One
- France : 17 novembre 2023 sur YouTube

#### Spécial 1:La Créature stellaire
- Royaume-Uni : 25 novembre 2023 sur BBC One
- France : 25 novembre 2023 sur Disney+

#### Spécial 2:Aux Confins de l'Univers
- Royaume-Uni : 2 décembre 2023 sur BBC One
- France : 2 décembre 2023 sur Disney+

#### Spécial 3:Le Fabricant de Jouets
- Royaume-Uni : 9 décembre 2023 sur BBC One
- France : 9 décembre 2023 sur Disney+

### Doctor Who: Unleashed
Depuis le Children In Need Destination: Skaro, chaque nouvel épisode de Doctor Who est accompagnée d'un épisode dit "Unleashed", une émission complémentaire en coulisses sur BBC Three. Adoptant un format similaire à Doctor Who: Confidential, Unleashed suit chaque nouvel épisode de la série avec un épisode de 30 minutes sur BBC Three, animé par l'ancien présentateur de Newsbeat, Steffan Powell. La série a été annoncée le 27 septembre 2023 après que des rapports précis sur l'émission aient fait surface l'année précédente.